# István Gyöngyösi
Dans le nom hongrois Gyöngyösi István, le nom de famille précède le prénom, mais cet article utilise l’ordre habituel en français István Gyöngyösi, où le prénom précède le nom.
Pour les articles homonymes, voir Gyöngyösi.
István Gyöngyösi ([ˈiʃtvaːn], [ˈɟøɲɟøʃi]), né le 25 août 1629 à Radvánc et mort le 24 juillet 1704 à Csetnek, est un poète et avocat hongrois.
« Ó, az régiektől elfajult nemzetség,
Hiredben, nevedben korcsosult nemesség,
Mióta köztetek nincs az egyenesség,
Ily rútul azóta prédál az ellenség. »
— Murányi Venus, 1664

« Oh nation qui s'est détournée des anciens,
noblesse abâtardie dans ta renommée et ton nom,
c'est depuis que la droiture n'est plus parmi vous
que l'ennemi vous pille si affreusement. »

## Biographie
István Gyöngyösi est le fils d'un riche avocat (prókátor) d'Eperjes, et bénéficie d'une éducation en lettres classiques au collège réformé de Sárospatak. Il devient en 1653 juge du comitat de Gömör, et en 1663 secrétaire du palatin Ferenc Wesselényi. Lors de la découverte de la conspiration Wesselényi contre les Habsbourg en 1670, il est emprisonné mais est vite libéré grâce à l'aide de l'archevêque d'Esztergom, György Szelepcsényi (eo). C'est probablement à cette époque qu'il se convertit au catholicisme. En tant qu'avocat, il est au service d'Ilona Zrínyi, d'István Koháry (en) et du comte Bálint Balassi (hu). Le comitat de Gömör l'élit en tant que son représentant à l'Assemblée hongroise en 1681 puis en 1687, et il en est alispán de 1686 à 1693 puis à nouveau à partir de 1700. En 1683 il est du côté d'Imre Thököly contre les Habsbourg, puis après la chute de Thököly en 1685 il est favorable aux Habsbourg. Après le déclenchement de la guerre d'indépendance de Rákóczi contre les Habsbourg en 1703, il soutient François II Rákóczi.

## Œuvres
Dans ses poèmes épiques agrémentés d'inclusions lyriques, il chante le plus souvent l'histoire de grands mariages aristocratiques à l'intention de sa propre classe sociale, en adoptant le point de vue politiquement fluctuant et opportuniste de la petite noblesse, tout en donnant une description vivante de son époque. C'est un poète baroque qui, en son temps, était couronné de succès et très populaire auprès de la noblesse.
- Marssal társalkodó Murányi Venus, Kassa, 1664 [« La Vénus de Murány conversant avec Mars »] : L'épopée de Mária Széchy (hu), qui possède le château de Murány et le défend pour le compte de Georges Ier Rákóczi, puis aide Ferenc Wesselényi à le capturer pour le compte de Ferdinand III de Habsbourg et se marie avec Wesselényi[1].
- Ének Thököly Imre és Zrínyi Ilona házasságáról. Az ki régen fegyvert fogott hazájáért… [« Chant sur le mariage d'Imre Thököly et d'Ilona Zrínyi : celui qui a autrefois pris les armes pour sa patrie »] : écrit autour de 1683, non publié de son vivant
- Rózsakoszorú, Lőcse, 1690 [« Rosaire »] : Cycle de quinze longs poèmes sur chaque mystère du rosaire.
- Porábul megéledett Phoenix avagy… Kemény János… emlékezete, Lőcse, 1693 [« Le phénix qui renaquit de ses cendres, ou la mémoire de Jean III Kemény »]
- Palinodia Prosopopoeia Hungariae…, Lőcse, 1695
- Uj életre hozatott Chariclia, Lőcse, 1700
- A csalárd Cupidónak kegyetlenségét megismerő és mérges nyilait kerülő tiszta életnek Géniusza, Sopron, 1734
- Igaz barátságnak és szíves szeretetnek tüköre.., Pozsony, 1762[2].